# Томмі Гемілл
Томмі Гемілл (англ. Tommy Hamill, ? — 1996) — північноірландський футболіст, що грав на позиції півзахисника за клуб «Лінфілд», у складі якого — семиразовий чемпіон Північної Ірландії і чотириразовий володар Кубка Північної Ірландії. 

## Клубна кар'єра
У дорослому футболі дебютував 1949 року виступами за команду «Лінфілд», кольори якої і захищав протягом усієї своєї кар'єри гравця, що тривала чотирнадцять років. Команда протягом 1950-х і початку 1960-х домінувала в північноірландському футболі і за роки виступів за неї гравець сім разів виборював титул чемпіона Північної Ірландії.

## Виступи за збірну
Не провів жодної офіційної гри за національну збірну Північної Ірландії, утім був у її заявці на чемпіонаті світу 1958 року у Швеції, де на поле не виходив.

## Титули і досягнення
- Чемпіон Північної Ірландії (7):

«Лінфілд»: 1953-1954, 1954-1955, 1955-1956, 1958-1959, 1959-1960, 1960-1961, 1961-1962
- Володар Кубка Північної Ірландії (4):

«Лінфілд»: 1949-1950, 1952-1953, 1959-1960, 1961-1962